# Alfred Ter-Mkrtchyan
Alfred Ter-Mkrtchyan (armenisch Ալֆրեդ Տեր-Մկրտչյան / Alfred Ter-Mkrttschjan, russisch Альфред Айрапетович Тер-Мкртчян / Alfred Airapetowitsch Ter-Mkrttschjan; * 19. März 1971 in Teheran, Iran) ist ein deutscher Ringer armenischer Herkunft. Er war 1994 Weltmeister und  1992 Silbermedaillen-Gewinner bei den Olympischen Spielen jeweils im griechisch-römischen Stil im Fliegengewicht.

## Werdegang
Alfred Ter-Mkrttschjan wurde in Teheran als Sohn eines Armeniers und einer Perserin geboren. Ab 1985 erlernte er in Moskau das Ringen, wobei er sich auf den griechisch-römischen Stil konzentrierte. Sein großes Talent sicherte ihm schnell einen Platz in der sowjetischen Nationalmannschaft der Ringer, für die er ab 1990 erfolgreich auf die Matte ging. Nach dem Zerfall der Sowjetunion startete er 1992 für die Gemeinschaft Unabhängiger Staaten (GUS) bei den Olympischen Spielen in Barcelona. Im gleichen Jahr nahm er die armenische Staatsbürgerschaft an und ging zusammen mit seinen Eltern in die Vereinigten Staaten.
Auf der Suche nach einer ringerischen Perspektive nahm er Verbindung mit seinem früheren sowjetischen Nationalmannschaftskameraden Arawat Sabejew auf, der schon in Deutschland lebte. Dieser empfahl ihn dem deutschen Ringer-Bund und Ter-Mkrttschjan erhielt noch 1993 dank der Hilfe des Vorsitzenden des VfK Schifferstadt, Robert Litzenburger, der gute Beziehungen zu verschiedenen staatlichen Instanzen hatte, die deutsche Staatsangehörigkeit. Er nannte sich ab da Alfred Ter-Mkrtchyan. In Deutschland rang er zunächst für den VfK Schifferstadt, wechselte aber im Laufe seiner Karriere zum KSV Köllerbach, zum KSV Germania Aalen und zum AC Heusweiler. Er rang bei einer Größe von 1,64 Metern im Fliegengewicht. Erst gegen Ende seiner Karriere startete er auch in der nächsthöheren Gewichtsklasse, dem Bantamgewicht.
Seine sportlichen Erfolge auf der internationalen Ringermatte begannen 1990 mit dem Gewinn des Junioren-Europameistertitels (Espoirs) im Fliegengewicht. 1990 ging er auch beim Großen Preis der Bundesrepublik Deutschland in Saarbrücken an den Start und belegte im Fliegengewicht hinter dem Olympiasieger von 1988 Jon Rønningen aus Norwegen den 2. Platz.
1991 wechselte Alfred Ter-Mkrtchyan in die Seniorenklasse und belegte bei der Europameisterschaft in Aschaffenburg den dritten Platz im Fliegengewicht. Er scheiterte dabei im Halbfinale überraschend an dem Polen Dariusz Piaskowski. Wohl auch auf Grund der guten Eindrücke, die Ter-Mkrtchyan bei seinen Starts in Saarbrücken, Aschaffenburg und seinem Sieg beim Großen Preis von Deutschland 1992 in Kelheim von Deutschland gewann, wählte er es später zur neuen Heimat.
1992 erkämpfte er sich, für die Gemeinschaft Unabhängiger Staaten (GUS) startend, bei der Europameisterschaft in Kopenhagen den Titel im Fliegengewicht. Dabei besiegte er unter anderem den Deutschen Olaf Brandt nach Punkten (8:0 techn. Punkte) und beherrschte im Finale den bulgarischen Titelverteidiger Bratan Zenow sicher. Bei den Olympischen Spielen 1992 in Barcelona sah er im Finale gegen Jon Rønningen bis 7 Sekunden vor Schluss wie der sichere Olympiasieger aus, da er bis zu diesem Zeitpunkt mit 1:0 führte. Rønningen gelang aber in buchstäblich letzter Sekunde noch einer Zweierwertung, womit er den Kampf mit 2:1  techn. Punkten gewann und Alfred Ter-Mkrtchyan mit der Silbermedaille zufrieden sein musste.
Im September 1993 erreichte er für den Deutschen Ringer-Bund im Fliegengewicht auf Anhieb Bronze bei der Weltmeisterschaft in Stockholm. Er unterlag dabei in seinem Pool dem Weltmeister von 1991 Raúl Martínez Alemán aus Kuba in der Verlängerung nach 5:42 Minuten mit 2:3 techn. Punkten. Nach drei Siegen in der Trostrunde besiegte er im sogenannten „kleinen Finale“ den Europameister von 1993 Natig Aiwasow aus Aserbaidschan.
1994 wurde Alfred Ter-Mkrtchyan in Köllerbach erstmals deutscher Ringermeister – im Bantamgewicht (bis 57 kg) und steigerte sich langsam in seine frühere Form. Bei der Europameisterschaft 1994 in Athen landete er auf dem dritten Platz, nachdem er in der dritten Runde seinem ehemaligen armenischen Teamkameraden Armen Nasarjan knapp unterlegen war. Die Bronzemedaille erkämpfte er sich mit einem sicheren 5:1-Sieg über den Griechen Dimitris Gioltsan. Im gleichen Jahr konnte er auch seinen wohl größten Erfolg als Ringer feiern. Bei der Weltmeisterschaft in Tampere gewann er den Titel vor Natig Aiwasow und Andrij Kalaschnykow aus der Ukraine. Er feierte dabei Siege über Senad Rizvanović, Jugoslawien (IWP) (10:0 techn. Punkte), Armen Nasarjan (8:1), Uchi Koji, Japan (10:0), Khaleb Al Faraj, Syrien (5:1) und Natig Aiwasow (8:5).
1995 scheiterte Alfred Ter-Mkrtchyan in Besançon erst im EM-Finale an seinem alten Rivalen Armen Nasarjan, gegen den er bereits mit 5:1 techn. Punkten geführt hatte, ehe diesem eine Sechserwertung gelang, die ihn auf die Siegesstraße brachte. Vorher hatte Alfred Ter-Mkrtchyan Tenio Tenew, Bulgarien 13:0, Russland Wartanow, Litauen entscheidend und Tero Katajisto, Finnland 11:0 geschlagen.  und bei der Weltmeisterschaft in Prag wurde er, obgleich nicht in Bestform, Gewinner der Bronze-Medaille.
Bei der Europameisterschaft 1996 in Budapest sicherte sich Alfred Ter-Mkrtchyan die Bronzemedaille. Er verlor dabei gleich seinen ersten Kampf gegen Samwel Danieljan aus Russland knapp mit 2:4 techn. Punkten. Anschließend feierte er eine famose Siegesserie und schlug Natig Aiwasow mit 7:0, Boris Schrulewitz, Israel entscheidend, Özgür Uygun, Türkei 8:1, Valentin Rebegea aus Rumänien 7:0, Dariusz Jabłoński aus Polen 4:0 und im Kampf um die Bronzemedaille den Doppel-Olympiasieger Jon Rønningen mit 2:1 techn. Punkten. Der Angriff auf die Goldmedaille bei den Olympischen Spielen 1996 in Atlanta ging aber gründlich daneben. Alfred Ter-Mkrtchyan verlor indisponiert seinen ersten Kampf gegen den Syrer Khaleb Al Faraj mit 1:3 techn Punkten. In der zweiten Runde besiegte er den sich in keiner guten Form befindenden Jon Rønningen hoch mit 9:0 techn. Punkten und im dritten Kampf besiegte er den Litauer Ruslan Wartanow ebenfalls hoch mit 8:0 techn. Punkten. Gegen den ukrainischen Europameister von 1996 Andrij Kalaschnykow geriet er früh in Rückstand und ging schließlich sogar auf die Schultern. Er landete letztlich abgeschlagen auf dem neunten Platz.
Bei der Europameisterschaft 1997 in Kouvola vertrat Oleg Kutscherenko die deutschen Farben im Fliegengewicht. Alfred Ter-Mkrtchyan rückte aber bei der Weltmeisterschaft 1997 in Breslau wieder in das deutsche Team. Er war in guter Form und siegte über Haralambos Moyratidis aus Griechenland (8:0 techn. Punkte) und Lázaro Rivas, Kuba (4:0), verlor dann aber in der dritten Runde gegen Marian Sandu aus Rumänien mit 2:4 techn. Punkten. In der Trostrunde besiegte er Zigmunds Jansons aus Lettland (5:0), Oleg Nemtschenko, Russland (4:0) und Ha Tae-yeon, Südkorea (4:0). Im Kampf um die WM-Bronzemedaille traf er erneut auf Marian Sandu, den er diesmal knapp mit 1:0 besiegen konnte.
1998 wurde Alfred Ter-Mkrtchyan mit dem KSV Aalen erstmals Mannschaftsmeister. Bei den deutschen Einzelmeisterschaften rückte er in die Bantamgewichtsklasse auf und holte dort seinen dritten Titel. Bei der Europameisterschaft in Minsk wurde er erstmals im Bantamgewicht eingesetzt. Er siegte in seinem ersten Kampf gegen Remigius Sukavicius aus Litauen mit 4:0 und besiegte anschließend auch den Titelverteidiger Karen Mnazakanjan aus Armenien nach Punkten, zog sich aber dann im Halbfinalkampf gegen Armen Nasarjan eine schwere Rippenprellung zu, die ihn diesen Kampf stark behinderte, so dass er diesen Kampf mit 0:2 techn. Punkten verlor. Da er anschließend in der Trostrunde nicht mehr weiterkämpfen konnte, belegte er den 6. Platz. Bei der Weltmeisterschaft dieses Jahres in Gävle/Schweden konnte er nicht an den Start gehen.
1999 nahm Ter-Mkrtchyan mit nationalem Mannschafts- und Einzeltitel (bis 58 kg) einen neuen Anlauf. Bei der Europameisterschaft in Sofia startete er wieder in der Fliegengewichtsklasse. Er siegte dabei in seinem ersten Kampf über den Weißrussen Aljaksandr Paulau, verlor dann aber gegen Natig Aiwasow, womit er ausschied und nur den 10. Platz belegte.
2000 holte er seine fünfte deutsche Meisterschaft, wieder in der 58-Kilogramm-Kategorie. Bei der Europameisterschaft in Moskau verwehrte ihm der spätere Zweite, Boris Ambarzumow aus Russland im Halbfinale den Weg zum Gold. Er besiegte Alfred Ter-Mkrtchyan mit 4:0 techn. Punkten, der aber das „kleine Finale“ gewann, in dem er Alexander Tscherswadse aus Georgien knapp mit 3:2 techn. Punkten besiegte.
Alfred Ter-Mkrtchyans dritter Anlauf auf eine olympische Goldmedaille endete in Sydney im Viertelfinale im Kampf gegen den späteren Olympiasieger Sim Gwon-ho aus Südkorea. In einem ausgeglichenen Kampf führte er dabei nach der ersten Runde mit 3:2 techn. Punkten, musste aber schließlich noch eine 4:6 Punktniederlage hinnehmen. Gegen den Chinesen Wang Hui erkämpfte er sich danach mit einem überlegenen 6:0-Punktsieg noch den fünften Platz.
Alfred Ter-Mkrtchyans weitere sportliche Ambitionen bremste eine Knieoperation Anfang des Jahres 2001. Auch im weiteren Verlauf seiner Karriere hatte er häufig Verletzungsprobleme. Im Jahre 2001 gelang dem Bundeswehr-Hauptgefreiten der Titelgewinn im Bantamgewicht bei der CISM-Militär-Weltmeisterschaft in Patras.
Bei den Weltmeisterschaften 2001 und 2002 scheiterte er frühzeitig und belegte nur die Plätze 35. bzw. 11. Im Jahre 2004 scheiterte er auch, sich noch einmal für die Teilnahme an den Olympischen Spielen in Athen zu qualifizieren. Als er bei der deutschen Meisterschaft 2004 im Bantamgewicht bereits in der 1. Runde gegen Michael Böh aus Weingarten verlor und damit nur den 10. Platz belegte, trat er zurück.
Insgesamt gesehen absolvierte Alfred Ter-Mkrtchyan aber eine glänzende Laufbahn. Er war ein begnadeter Techniker, der mit seinen Aktionen und Würfen die Zuschauer immer wieder zu Begeisterungsstürmen hinriss.

## Internationale Erfolge
| Jahr | Platz  | Wettbewerb                                                 | Gewichtsklasse | |
| 1990 | 1.     | Junioren-EM (Espoirs)                                      | Fliegen        | vor Ismo Kamesaki, Finnland u. Valentin Rebegea, Rumänien |
| 1990 | 2.     | Mälar-Cup in Västerås                                      | Fliegen        | hinter An Han-bong, Südkorea, vor Lars Rønningen, Norwegen |
| 1990 | 2.     | Großer Preis der Bundesrepublik Deutschland in Saarbrücken | Fliegen        | hinter Jon Rønningen, Norwegen, vor Samwel Danieljan, UdSSR u. Senad Rizvanović, Jugoslawien |
| 1991 | 3.     | EM in Aschaffenburg                                        | Fliegen        | hinter Bratan Zenow, Bulgarien u. Dariusz Piaskowski, Polen, vor Željko Popović, Jugoslawien u. Rosario Schmitt, BRD |
| 1992 | 1.     | Großer Preis von Deutschland in Kelheim                    | Fliegen        | vor Olaf Brandt, Deutschland u. Jon Rønningen |
| 1992 | 1.     | EM in Kopenhagen                                           | Fliegen        | vor Bratan Zenow, Remzi Öztürk, Türkei u. Senad Rizvanović |
| 1992 | Silber | OS in Barcelona                                            | Fliegen        | mit Siegen über Olaf Brandt, Khaled Al-Faraj, Syrien, Min Kyung-kap, Südkorea u. Valentin Rebegea u. einer Niederlage gegen Jon Rønningen |
| 1993 | 3.     | WM in Stockholm                                            | Fliegen        | hinter Raúl Martínez Alemán, Kuba u. Armen Nasarjan, Armenien, vor Natig Aiwasow, Aserbaidschan u. Nurum Dusenow, Kasachstan |
| 1994 | 2.     | FILA-Grand-Prix in Camagüey/Kuba                           | Bantam         | hinter Luis Sarmiento, Kuba, vor William Lara, Kuba |
| 1994 | 3.     | EM in Athen                                                | Fliegen        | hinter Armen Nasarjan u. Farhat Mageramow, Weißrussland, vor Dimitris Gioltsan, Griechenland u. Andrij Kalaschnykow, Ukraine |
| 1994 | 1.     | WM in Tampere                                              | Fliegen        | vor Natig Aiwasow, Andrij Kalaschnykow, Elgian Sarkis, Griechenland u. Khaled Al-Faraj (9. Armen Nasarjan) |
| 1994 | 3.     | FILA-Grand-Prix in Concord/USA                             | Fliegen        | hinter Armen Nasarjan u. Raúl Martínez Alemán |
| 1995 | 2.     | EM in Besançon                                             | Fliegen        | hinter Armen Nasarjan, vor Andrij Kalaschnykow, Samwel Danieljan und Natig Aiwasow |
| 1995 | 1.     | Großer Preis von Deutschland in Koblenz                    | Fliegen        | vor Samwel Danieljan u. Zigmunds Jansons, Lettland |
| 1995 | 1.     | Hapoel-Spiele in Be’er Scheva                              | Bantam         | vor Witali Serbinin, Russland u. Jan Ulbrich, Deutschland |
| 1995 | 3.     | WM in Prag                                                 | Fliegen        | hinter Samwel Danieljan u. Armen Nasarjan, vor Khaled Al-Faraj u. Shawn Sheldon, USA |
| 1996 | 2.     | Großer Preis von Norwegen in Porsgonn                      | Bantam         | hinter Kenkishi Nishimi, Japan, vor Jan Ulbrich |
| 1996 | 3.     | EM in Budapest                                             | Fliegen        | hinter Andrij Kalaschnykow u. Armen Nasarjan, vor Jon Rønningen, Dariusz Jabłoński, Polen u. Ruslan Wartanow, Litauen |
| 1996 | 1.     | Großer Preis von Italien in Faenza                         | Bantam         | vor Ralph Zentgraf, Deutschland u. Luis Sarmiento |
| 1996 | 9.     | OS in Atlanta                                              | Fliegen        | mit Siegen über Khaled Al-Faraj, Jon Rønningen u. Ruslan Wartanow u. einer Niederlage gegen Andrij Kalaschnykow (Sieger: Nasarjan vor Brandon Paulson, USA u. Kalaschnykow) |
| 1997 | 1.     | Großer Preis von Israel in Be’er Scheva                    | Fliegen        | vor Dariusz Jabłoński u. Aljaksandr Paulau |
| 1997 | 3.     | WM in Breslau                                              | Fliegen        | mit Siegen über Haralambos Muyratidis, Griechenland u. Lázaro Rivas, Kuba, einer Niederlage gegen Marian Sandu, Rumänien u. Siegen über Zigmunds Jansons, Lettland, Oleg Nemtschenko, Russland, Ha Tae-yeon, Südkorea u. Marian Sandu (1. Ercan Yıldız, Türkei vor Vahan Juharjan, Armenien) |
| 1998 | 7.     | FILA-Turnier in Nikea/Griechenland                         | Bantam         | nach Sieg über Makoto Sasamoto, Japan u. Niederlage gegen Armen Nasarjan |
| 1998 | 6.     | EM in Minsk                                                | Bantam         | mit Siegen über Remigius Sukevicius, Litauen u. Karen Mnazakanjan, Armenien u. einer Niederlage gegen Armen Nasarjan, anschl. Aufgabe wegen Verletzung |
| 1999 | 2.     | Großer Preis von Polen in Krakau                           | Fliegen        | hinter Dariusz Jabłoński, vor Oleg Kutscherenko, Deutschland |
| 1999 | 10.    | EM in Sofia                                                | Fliegen        | mit Sieg über Aljaksandr Paulau, Weißrussland u. Niederlage gegen Natig Aiwasow |
| 2000 | 3.     | EM in Moskau                                               | Fliegen        | hinter Marian Sandu u. Boris Ambarzumow, Russland, vor Alexander Tscherwadse, Georgien u. Sergei Sobokar, Ukraine |
| 2000 | 5.     | OS in Sydney                                               | Fliegen        | mit Siegen über Alexander Tscherwadse u. Tero Katajisto, Finnland, Niederlage gegen Sim Gwon-ho, Südkorea u. Sieg über Wang Chao-Li, Republik China (Taiwan) |
| 2001 | 1.     | CISM-Militär-WM in Split                                   | Bantam         | vor Nikolai Antonkin, Russland u. Taleh Israfilow, Aserbaidschan |
| 2001 | 35.    | WM in Patras/Griechenland                                  | Bantam         | nach Niederlagen gegen Armen Nasarjan u. István Majoros, Ungarn |
| 2002 | 1.     | Großer Preis der BRD in Dortmund                           | Bantam         | vor Michael Böh, Deutschland u. Dariusz Jabłoński |
| 2002 | 11.    | WM in Moskau                                               | Bantam         | mit Sieg über Hu Kewei, China, Niederlage gegen Ashot Chachatrjan, Armenien u. Sieg über Osmany Duca, Kuba |
| 2004 | 2.     | "Nikola-Petrow"-Turnier in Sofia                           | Bantam         | hinter Dennis Hall, USA, vor Nurbakyt Tengisbajew, Kasachstan |
| 2004 | 15.    | Olympia-Qualif.-Turnier in Novi Sad                        | Bantam         | Sieger: Brandon Paulson vor Ercan Yıldız u. István Majoros |

## Deutsche Meisterschaften
| Jahr | Platz | Gewichtsklasse | Ergebnis                                                                   |
| 1994 | 1.    | Bantam         | vor Juri Kohl, KSV Köllerbach u. Ralph Zentgraf, KSV Germania Aalen        |
| 1995 | 1.    | Bantam         | vor Jochen Mades, KSV Sulzbach u. Peter Schauer, SV Siegfried Hallbergmoos |
| 1998 | 1.    | Bantam         | vor Sinan Hanli, 1. Luckenwalder SC u. Michael Böh, AV Reilingen           |
| 1999 | 1.    | Bantam         | vor Sinan Hanli u. Achmetula (Albert) Nurow, KSV Köllerbach                |
| 2000 | 1.    | Bantam         | vor Sinan Hanli u. Michael Böh, KSV Wiesental                              |

Anm.: alle Wettbewerbe im griechisch-römischen Stil, OS = Olympische Spiele, WM = Weltmeisterschaft, EM = Europameisterschaft, Fliegengewicht, bis 1996 bis 52, kg, von 1997 bis 2001 bis 54 kg, 2002 abgeschafft, Bantamgewicht, bis 1996 bis 57 kg, von 1997 bis 2001 bis 58 kg, seit 2002 bis 55 kg Körpergewicht